# 서울 캠프 1986
서울 캠프 1986(Seoul Searching)은 미국에서 제작된 벤슨 리 감독의 2015년 코미디, 드라마, 멜로/로맨스 영화이다. 차인표 등이 주연으로 출연하였고 벤슨 리 등이 제작에 참여하였다.

## 출연

### 주연
- 차인표
- 저스틴 전
- 제시카 반
- 유태오
- 김한나
- 에스테반 안
- 강별

### 조연
- 손수경
- 크리스탈 케이
- 한희준
- 리치팅
- 후지이 미나
- 알버트 공
- 강성진
- 브라이언
- 김인우
- 신아정
- 진우진

## 제작진
- 제작실장: 신민철
- 제작부: 김태진
- 제작부: 장형지
- 조감독: 김 수
- TRANSPORTATION COORDINATOR: 박민철